# Cirò, Crotone
Cirò är en ort och kommun i provinsen Crotone i regionen Kalabrien i Italien. Kommunen hade 2 786 invånare (2017).